# Vazja-Psjavela
Vazja-Psjavela eller Vazha-Pshavela (georgisk: ვაჟა-ფშაველა) er forfattersynonym med betydningen søn af en psjavianer   for Luka Pavles dze Razikasjvili georgisk: ლუკა პავლეს ძე რაზიკაშვილი ; født 26. juli 1861, død 10. juli 1915) var en stor georgisk digter, den eneste, der hidtil er blevet sammenlignet med Sjota Rustaveli (georgisk: შოთა რუსთაველი).

## Liv og værker
Vazja-Psjavela blev født i den lille landsby Tjargali (georgisk: ჩარგალი) i Psjavi-regionen i Georgien i 1861. Han blev uddannet som folkeskolelærer på et teologisk uddannelsessted i Gori.
Han underviste i jura og litteratur i nogle år, men i 1888 flyttede han sammen med sin nygifte kone tilbage til Tjargali, hvor de levede i ekstrem fattigdom som almindelige bønder.
Omstændighederne blev værre, da han stort set mistede synet på det ene øje, men han blev ved med at skrive og at arbejde for at forsørge sin kone og deres fire børn.
Fra tid til anden red han til Tbilisi for at deltage i vigtige offentlige begivenheder.
Vazja-Psjavela døde af lungebetændelse i 1915.